# Wyeth
Wyeth war ein US-amerikanisches Unternehmen, das früher unter dem Namen American Home Products (AHP) bekannt war. Bis zur Übernahme durch Pfizer zählte Wyeth zu den zehn größten Pharmaunternehmen der Welt. Der Hauptsitz des Unternehmens lag in Madison, New Jersey, USA.

## Geschichte
Am Beginn der Firmengeschichte stand eine Apotheke, die der Apotheker John Wyeth 1860 gemeinsam mit seinem Bruder Frank in Philadelphia eröffnete. Auf Anregung von Ärzten hin begann er damit, häufig verordnete Medikamente auf Vorrat herzustellen. Das Konzept hatte Erfolg und wurde zum Grundstein des heute weltweit agierenden Konzerns.
Von 1998 bis 2000 war das Unternehmen unter dem damaligen Namen American Home Products im Zentrum von mehreren großen Fusionsverhandlungen. Zuerst wurde 1998 die Fusion mit SmithKline Beecham von den britischen Behörden gestoppt. Dann fiel 1999 die Fusion mit Monsanto ins Wasser. Letztlich klappte auch der Kauf von Warner-Lambert nicht. Weil gewisse Verträge bereits unterschrieben gewesen waren, erhielt American Home Products von Pfizer, das Warner-Lambert letztendlich übernahm, eine in der US-Geschichte rekordhohe Abstandszahlung für die Auflösung der Verträge von 1,8 Milliarden US-Dollar.
Am 26. Januar 2009 gab der bisherige Konkurrent Pfizer die Übernahme von Wyeth für einen Übernahmewert von rund 68 Milliarden US-Dollar bekannt. Die Übernahme wurde am 15. Oktober 2009 abgeschlossen.
In den USA sind derzeit Schadenersatzprozesse anhängig wegen angeblicher Nebenwirkungen des Hormonmittels „Prempro“, das an Frauen gegen Beschwerden wegen der Menopause verkauft wurde.

## Wyeth Deutschland

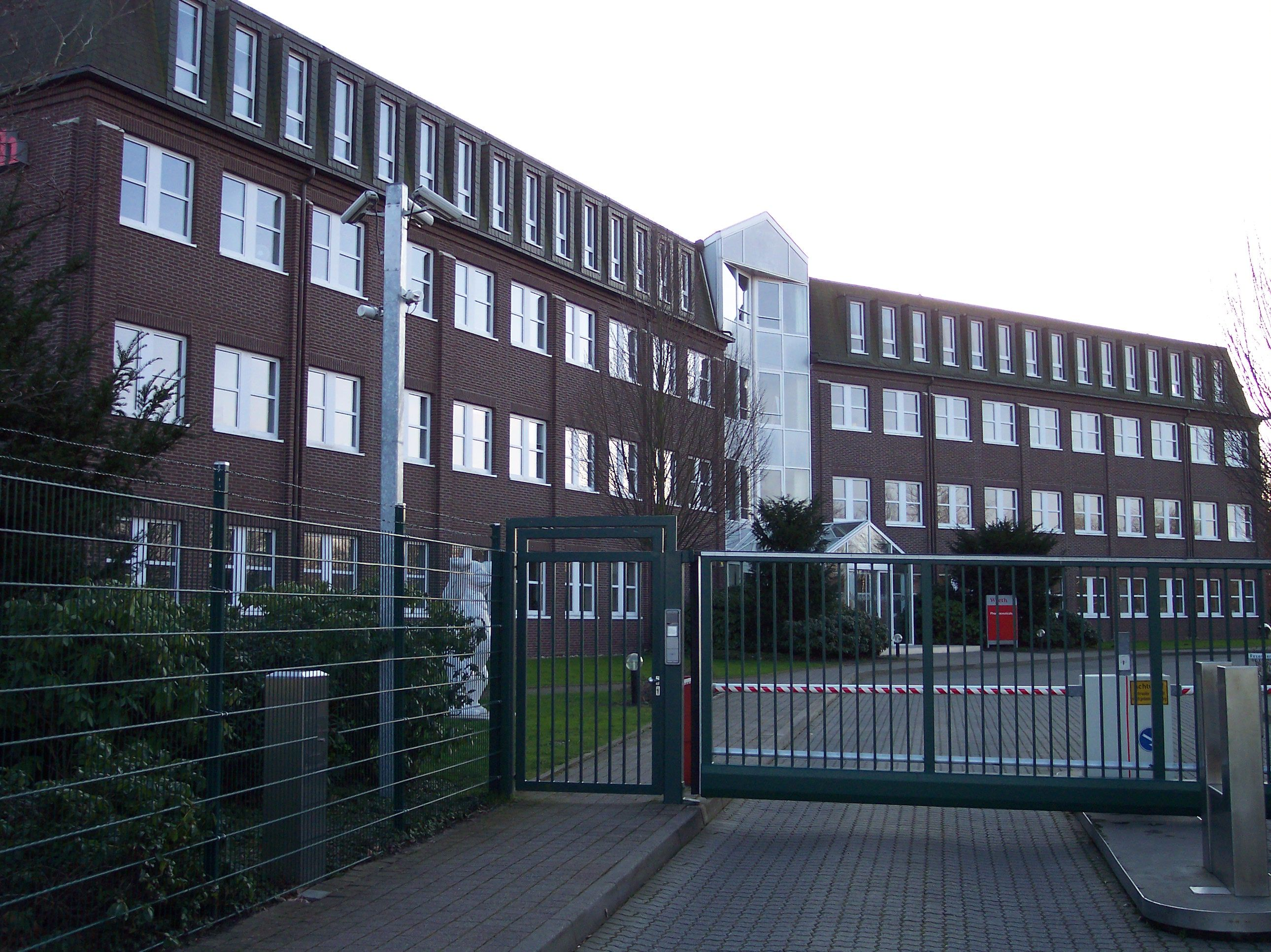
Wyeth Münster

Die Wyeth Pharma GmbH mit Sitz in Münster zählte zu den forschenden Pharmaunternehmen in Deutschland.
Die deutsche Tochtergesellschaft des Konzerns wurde 1960 in Hamburg gegründet. Als für die geplante Produktionsstätte in der Hansestadt kein geeignetes Grundstück gefunden wurde, fiel der Entschluss für den Umzug nach Münster. 1963 startete Wyeth am neuen Standort.
Wyeth hatte den überwiegenden Teil seiner europäischen Produktionskapazitäten in Irland angesiedelt. In Münster konzentrierte sich Wyeth Pharma vor allem auf die Bereiche Medizin, Marketing und Vertrieb. Nach der abgeschlossenen Übernahme von Wyeth wurden die Kompetenzen beider Unternehmen 2010 unter einem Dach gebündelt: Die Innendienste der Wyeth-Geschäftsbereiche Humanarzneimittel und Tiergesundheit wurden in Berlin konzentriert und deren bisherige Standorte in Münster/Westfalen und Würselen geschlossen. Auch der Geschäftsbereich Whitehall-Much, der in Deutschland für die frei verkäuflichen Präparate von Wyeth stand (Consumer Healthcare), wurde nach Berlin verlegt. Ebenfalls verlegt wurde die Wyeth-Distribution von Münster/Westfalen nach Karlsruhe.